# Bastiaan Tamminga
Bastiaan Tamminga (Delft, 9 juni 1981) is een voormalig Nederlands zwemmer die zijn internationale seniorendebuut maakte bij de Europese kampioenschappen kortebaan (25 meter) in Antwerpen. De bijna twee meter lange sprinter (1 meter 98) uit Leusden gold als een specialist op de 50 meter rugslag en de 50 meter vlinderslag, beide overigens géén olympische nummers.
Tamminga groeide op bij zwemvereniging De Haaien in Leusden, maar na het vertrek van zijn toenmalige trainer stapte hij in 2000 samen met enkele clubgenoten over naar DWK in Barneveld. Daar ontwikkelde hij zich verder op de rugslag, waarop hij inmiddels zes Nederlandse titels veroverde. 
Na zijn optreden in Antwerpen wist hij ook deelname aan de Europese kampioenschappen langebaan (50 meter) in Berlijn (2002) af te dwingen. Daar zette hij een Nederlands record neer op de 50 meter rugslag: 26,30. In datzelfde jaar en op datzelfde onderdeel reikte de student mediatechnologie tot de zevende plaats bij de EK kortebaan in Riesa: 24,88. Tamminga volgde in de zomer van 2003 zijn trainster Mandy van Rooden, toen die overstap maakte naar PSV in Eindhoven, wat sinds december 2004 het Nationaal Zweminstituut Eindhoven is gaan heten.
Op 9 november 2010 beeindigde hij zijn zwemloopbaan